# Clinio Freitas
Clinio Freitas, född den 8 januari 1964 i Rio de Janeiro, är en brasiliansk seglare.
Han tog OS-brons i tornado i samband med de olympiska seglingstävlingarna 1988 i Seoul.